# Jestetten
Jestetten är en kommun och ort i Landkreis Waldshut i regionen Schwarzwald-Baar-Heuberg i Regierungsbezirk Freiburg i förbundslandet Baden-Württemberg i Tyskland.
Kommunen ingår i kommunalförbundet Jestetten tillsammans med kommunerna Dettighofen och Lottstetten.